# Dieter Klinner
Dieter Klinner (* 18. Juli 1937) ist ein ehemaliger deutscher Fußballspieler, der für den Meidericher SV 14 Partien in der Oberliga West absolvierte.

## Karriere
Klinner stammte aus dem linksrheinischen Duisburger Stadtteil Hochheide und wurde im Vorfeld der Spielzeit 1960/61 vom Oberligisten Meidericher SV unter Vertrag genommen. Die Oberliga West stellte im damals noch regional begrenzten Ligensystem die höchste Spielklasse dar. Der Abwehrspieler galt als vielseitig einsetzbar und nahm in der Anfangsphase der Saison einen Platz in der ersten Elf ein. Am 14. August 1960 kam er am Eröffnungsspieltag gegen den Aufsteiger TSV Marl-Hüls zu seinem Erstligadebüt und erreichte mit seinen Mannschaftskollegen nach zweimaligem Rückstand einen 5:2-Erfolg gegen den Liganeuling. Auch vor dem Hintergrund, dass zu dieser Zeit noch keine Einwechslungen möglich waren, wurde er ab der Mitte der Saison jedoch nur noch sporadisch aufgeboten.
Nachdem der MSV als Elftplatzierter nur relativ knapp den Klassenverbleib erreicht hatte, verlief die Saison 1961/62 erfolgreicher und endete auf dem fünften Tabellenrang. Klinner selbst konnte sich allerdings nicht aus seiner Ersatzspielerrolle lösen und kam innerhalb des gesamten Spieljahres nicht über drei Einsätze hinaus. 1962 verließ er den MSV nach insgesamt 14 bestrittenen Oberligapartien, in welchen er ohne eigenen Torerfolg geblieben war.